# Melodi Grand Prix
El Melodi Grand Prix, también conocido como MGP o Norsk Melodi Grand Prix, es una competición musical anual organizada por la NRK, televisión pública noruega. La competición sirve para elegir a su canción y representante en el Festival de la Canción de Eurovisión. El formato ha variado mucho a lo largo de los años, incluyendo la adición de semifinales en las últimas dos décadas. Además, la preselección se inspira claramente del Melodifestivalen, la final sueca, ya que Suecia ha tenido buenos resultados gracias a esa ronda de clasificación. 
Desde su creación en 1960 para el debut del país en el Festival de Eurovisión, el certamen noruego se ha celebrado todos los años salvo en tres ocasiones. En 1970 Noruega boicoteó el Festival de Eurovisión para quejarse del sistema de votación y no hubo MGP. En 1991, la NRK estimó que las canciones recibidas para el concurso no llegaban al nivel mínimo exigible, por lo que canceló el MGP y decidió internamente encargar la representación al grupo Just 4 Fun. En 2002, Noruega fue descalificada del Festival de Eurovisión por ocupar el último lugar el año anterior.
El festival ha conseguido para Noruega 3 ganadores de Eurovisión y otros 9 temas dentro de los 5 mejores de sus ediciones. Sin embargo, Noruega también ostenta el título del país con mayor número de últimos puestos en Eurovisión: 12 en total. A pesar de ello, el concurso sigue teniendo un impacto considerable en las listas musicales de Noruega y otros países nórdicos.

## Ganadores
| Año  | Canción                                                                      | Artista                                                                      | Autor(es) | Eurovisión                                                                   | Eurovisión                                                                   | Eurovisión                                                                   | Eurovisión                                                                   | Eurovisión                                                                   |
| Año  | Canción                                                                      | Artista                                                                      | Autor(es) | Canción                                                                      | Final                                                                        | Puntos                                                                       | Semifinal                                                                    | Puntos                                                                       |
| ---- | ---------------------------------------------------------------------------- | ---------------------------------------------------------------------------- | --- | ---------------------------------------------------------------------------- | ---------------------------------------------------------------------------- | ---------------------------------------------------------------------------- | ---------------------------------------------------------------------------- | ---------------------------------------------------------------------------- |
| 1960 | Voi Voi (Hey, hey)                                                           | Nora Brockstedt                                                              | Georg Elgaaen |                                                                              | 4                                                                            | 11                                                                           | Sin semifinales                                                              | Sin semifinales                                                              |
| 1961 | Sommer i Palma (Verano en Palma)                                             | Nora Brockstedt                                                              | Egil Hansen Jan Wølner                                                                                           |                                                                              | 7                                                                            | 10                                                                           | Sin semifinales                                                              | Sin semifinales                                                              |
| 1962 | Kom sol, kom regn (Haga sol, haga lluvia)                                    | Inger Jacobsen                                                               | Ivar Jacobsen Kjell Karlsen                                                                                      |                                                                              | 10                                                                           | 2                                                                            | Sin semifinales                                                              | Sin semifinales                                                              |
| 1963 | Solhverv (Solsticio)                                                         | Anita Thallaug                                                               | Dag Kristoffersen                                                                                                |                                                                              | 13                                                                           | 0                                                                            | Sin semifinales                                                              | Sin semifinales                                                              |
| 1964 | Spiral (Espiral)                                                             | Arne Bendiksen                                                               | Egil Hansen Sigurd Jansen                                                                                        |                                                                              | 8                                                                            | 6                                                                            | Sin semifinales                                                              | Sin semifinales                                                              |
| 1965 | Karusell (Carrusel)                                                          | Kirsti Sparboe                                                               | Jolly Kramer-Johansen                                                                                            |                                                                              | 13                                                                           | 1                                                                            | Sin semifinales                                                              | Sin semifinales                                                              |
| 1966 | Intet er nytt under solen (No hay nada nuevo bajo el sol)                    | Åse Kleveland                                                                | Arne Bendiksen                                                                                                   |                                                                              | 3                                                                            | 15                                                                           | Sin semifinales                                                              | Sin semifinales                                                              |
| 1967 | Dukkemann (Hombre marioneta)                                                 | Kirsti Sparboe                                                               | Ola B. Johannessen Tor Hultin                                                                                    |                                                                              | 14                                                                           | 2                                                                            | Sin semifinales                                                              | Sin semifinales                                                              |
| 1968 | Stress (Estrés)                                                              | Odd Børre                                                                    | Ola B. Johannessen Tor Hultin                                                                                    |                                                                              | 13                                                                           | 2                                                                            | Sin semifinales                                                              | Sin semifinales                                                              |
| 1969 | Oj, oj, oj, så glad jeg skal bli (Uy, uy, uy, qué feliz seré)                | Kirsti Sparboe                                                               | Arne Bendiksen                                                                                                   |                                                                              | 16                                                                           | 1                                                                            | Sin semifinales                                                              | Sin semifinales                                                              |
| 1970 | No se celebró y Noruega no participó en el Festival de Eurovisión de ese año | No se celebró y Noruega no participó en el Festival de Eurovisión de ese año | No se celebró y Noruega no participó en el Festival de Eurovisión de ese año                                     | No se celebró y Noruega no participó en el Festival de Eurovisión de ese año | No se celebró y Noruega no participó en el Festival de Eurovisión de ese año | No se celebró y Noruega no participó en el Festival de Eurovisión de ese año | No se celebró y Noruega no participó en el Festival de Eurovisión de ese año | No se celebró y Noruega no participó en el Festival de Eurovisión de ese año |
| 1971 | Lykken er (La felicidad es)                                                  | Hanne Krogh                                                                  | Arne Bendiksen                                                                                                   |                                                                              | 17                                                                           | 65                                                                           | Sin semifinales                                                              | Sin semifinales                                                              |
| 1972 | Småting (Pequeñas cosas)                                                     | Grethe Kausland Benny Borg                                                   | Kåre Grøttum Ivar Børsum                                                                                         |                                                                              | 14                                                                           | 73                                                                           | Sin semifinales                                                              | Sin semifinales                                                              |
| 1973 | Å, for et spill (Oh, vaya juego)                                             | Bendik Singers                                                               | Arne Bendiksen                                                                                                   | "It's Just A Game"                                                           | 7                                                                            | 89                                                                           | Sin semifinales                                                              | Sin semifinales                                                              |
| 1974 | Hvor er du? (¿Dónde estás?)                                                  | Anne-Karine Strøm                                                            | Philip Kruse Frode Thingnæs                                                                                      | "The First Day of Love"                                                      | 14                                                                           | 3                                                                            | Sin semifinales                                                              | Sin semifinales                                                              |
| 1975 | Det skulle ha vært sommer nå (Debería de ser verano ahora)                   | Ellen Nikolaysen                                                             | Svein Hundsnes                                                                                                   | "Touch My Life (With Summer)"                                                | 18                                                                           | 11                                                                           | Sin semifinales                                                              | Sin semifinales                                                              |
| 1976 | Mata Hari                                                                    | Anne-Karine Strøm                                                            | Philip Kruse Frode Thingnæs                                                                                      |                                                                              | 18                                                                           | 7                                                                            | Sin semifinales                                                              | Sin semifinales                                                              |
| 1977 | Casanova                                                                     | Anita Skorgan                                                                | Dag Nordtømme Svein Strugstad                                                                                    |                                                                              | 14                                                                           | 18                                                                           | Sin semifinales                                                              | Sin semifinales                                                              |
| 1978 | Mil etter mil (Milla tras milla)                                             | Jahn Teigen                                                                  | Kai Eide |                                                                              | 20                                                                           | 0                                                                            | Sin semifinales                                                              | Sin semifinales                                                              |
| 1979 | Oliver                                                                       | Anita Skorgan                                                                | Anita Skorgan Phillip Kruse                                                                                      |                                                                              | 11                                                                           | 57                                                                           | Sin semifinales                                                              | Sin semifinales                                                              |
| 1980 | Sámiid Ædnan (Laponia)                                                       | Sverre Kjelsberg Mattis Hætta                                                | Ragnar Olsen Sverre Kjelsberg                                                                                    |                                                                              | 16                                                                           | 15                                                                           | Sin semifinales                                                              | Sin semifinales                                                              |
| 1981 | Aldri i livet (Nunca en mi vida)                                             | Finn Kalvik                                                                  | Finn Kalvik |                                                                              | 20                                                                           | 0                                                                            | Sin semifinales                                                              | Sin semifinales                                                              |
| 1982 | Adieu (Adiós)                                                                | Jahn Teigen Anita Skorgan                                                    | Jahn Teigen Herodes Falsk                                                                                        |                                                                              | 12                                                                           | 40                                                                           | Sin semifinales                                                              | Sin semifinales                                                              |
| 1983 | Do Re Mi                                                                     | Jahn Teigen                                                                  | Jahn Teigen Herodes Falsk Anita Skorgan                                                                          |                                                                              | 9                                                                            | 53                                                                           | Sin semifinales                                                              | Sin semifinales                                                              |
| 1984 | Lenge leve livet (Viva la vida)                                              | Dollie de Luxe                                                               | Benedicte Adrian Ingrid Bjørnov                                                                                  |                                                                              | 17                                                                           | 29                                                                           | Sin semifinales                                                              | Sin semifinales                                                              |
| 1985 | La det swinge (Déjalo bailar swing)                                          | Bobbysocks                                                                   | Rolf Løvland |                                                                              | 1                                                                            | 123                                                                          | Sin semifinales                                                              | Sin semifinales                                                              |
| 1986 | Romeo                                                                        | Ketil Stokkan                                                                | Ketil Stokkan |                                                                              | 12                                                                           | 44                                                                           | Sin semifinales                                                              | Sin semifinales                                                              |
| 1987 | Mitt liv (Mi vida)                                                           | Kate Gulbrandsen                                                             | Rolf Løvland Hanne Krogh                                                                                         |                                                                              | 9                                                                            | 65                                                                           | Sin semifinales                                                              | Sin semifinales                                                              |
| 1988 | For vår jord (Para nuestro planeta)                                          | Karoline Krüger                                                              | Erik Hillestad Anita Skorgan                                                                                     |                                                                              | 5                                                                            | 88                                                                           | Sin semifinales                                                              | Sin semifinales                                                              |
| 1989 | Venners nærhet (La cercanía de los amigos)                                   | Britt-Synnøve Johansen                                                       | Leiv Grøtte Inge Enoksen                                                                                         |                                                                              | 17                                                                           | 30                                                                           | Sin semifinales                                                              | Sin semifinales                                                              |
| 1990 | Brandenburger Tor (La Puerta de Brandeburgo)                                 | Ketil Stokkan                                                                | Ketil Stokkan |                                                                              | 21                                                                           | 8                                                                            | Sin semifinales                                                              | Sin semifinales                                                              |
| 1991 | No se celebró Melodi Grand Prix. La canción se eligió internamente.          | No se celebró Melodi Grand Prix. La canción se eligió internamente.          | No se celebró Melodi Grand Prix. La canción se eligió internamente.                                              | "Mrs. Thompson" Just 4 Fun                                                   | 17                                                                           | 14                                                                           | Sin semifinales                                                              | Sin semifinales                                                              |
| 1992 | Visjoner (Visiones)                                                          | Merethe Trøan                                                                | Eva Jansen Robert Morley                                                                                         |                                                                              | 18                                                                           | 23                                                                           | Sin semifinales                                                              | Sin semifinales                                                              |
| 1993 | Alle mine tankar (Todos mis pensamientos)                                    | Silje Vige                                                                   | Bjørn Erik Vige                                                                                                  |                                                                              | 5                                                                            | 120                                                                          | Sin semifinales                                                              | Sin semifinales                                                              |
| 1994 | Duett (Dúo)                                                                  | Elisabeth Andreassen Jan Werner Danielsen                                    | Hans Olav Mørk Rolf Løvland                                                                                      |                                                                              | 6                                                                            | 76                                                                           | Sin semifinales                                                              | Sin semifinales                                                              |
| 1995 | Nocturne (Nocturno)                                                          | Secret Garden                                                                | Rolf Løvland Petter Skavlan                                                                                      |                                                                              | 1                                                                            | 148                                                                          | Sin semifinales                                                              | Sin semifinales                                                              |
| 1996 | I evighet (Para la eternidad)                                                | Elisabeth Andreassen                                                         | Torhild Nigar |                                                                              | 2                                                                            | 114                                                                          | Sin semifinales                                                              | Sin semifinales                                                              |
| 1997 | San Francisco                                                                | Tor Endresen                                                                 | Tor Endresen Arne Myksvol                                                                                        |                                                                              | 24                                                                           | 0                                                                            | Sin semifinales                                                              | Sin semifinales                                                              |
| 1998 | All I Ever Wanted Was You (Todo lo que siempre quise eras tú)                | Lars A. Fredriksen                                                           | Linda Andernach Johannesen David Eriksen                                                                         | "Alltid sommer"                                                              | 8                                                                            | 79                                                                           | Sin semifinales                                                              | Sin semifinales                                                              |
| 1999 | Living My Life Without You (Viviendo mi vida sin ti)                         | Stig Van Eijk                                                                | Stig Van Eijk |                                                                              | 14                                                                           | 35                                                                           | Sin semifinales                                                              | Sin semifinales                                                              |
| 2000 | My Heart Goes Boom (Mi corazón hace boom)                                    | Charmed                                                                      | Tore Madsen Morten Henriksen                                                                                     |                                                                              | 11                                                                           | 57                                                                           | Sin semifinales                                                              | Sin semifinales                                                              |
| 2001 | On My Own (Por mi mismo)                                                     | Haldor Lægreid                                                               | Tom-Steinar Hanssen Ole Henrik Antonsen Ole Jørgen Olsen                                                         |                                                                              | 22                                                                           | 3                                                                            | Sin semifinales                                                              | Sin semifinales                                                              |
| 2002 | No se clasificó                                                              | No se clasificó                                                              | No se clasificó                                                                                                  | No se clasificó                                                              | No se clasificó                                                              | No se clasificó                                                              | No se clasificó                                                              | No se clasificó                                                              |
| 2003 | I'm Not Afraid To Move On (No tengo miedo de seguir adelante)                | Jostein Hasselgård                                                           | Arve Furset |                                                                              | 4                                                                            | 123                                                                          | Sin semifinales                                                              | Sin semifinales                                                              |
| 2004 | High (Alto)                                                                  | Knut Anders Sørum                                                            | Dan Attlerud Thomas Thörnholm Lars Andersson                                                                     |                                                                              | 24                                                                           | 3                                                                            | Exenta de participar                                                         | Exenta de participar                                                         |
| 2005 | In My Dreams (En mis sueños)                                                 | Wig Wam                                                                      | Trond Holter |                                                                              | 9                                                                            | 125                                                                          | 6                                                                            | 164                                                                          |
| 2006 | Alvedansen (La danza de los elfos)                                           | Christine Guldbrandsen                                                       | Kjetil Fluge Atle Halstensen Christine Guldbrandsen                                                              |                                                                              | 14                                                                           | 36                                                                           | Exenta de participar                                                         | Exenta de participar                                                         |
| 2007 | Ven a bailar conmigo                                                         | Guri Schanke                                                                 | Thomas G:son |                                                                              | No se clasificó                                                              | No se clasificó                                                              | 18                                                                           | 48                                                                           |
| 2008 | Hold On Be Strong (Aguanta, sé fuerte)                                       | Maria Haukaas Storeng                                                        | Mira Craig |                                                                              | 5                                                                            | 182                                                                          | 4                                                                            | 106                                                                          |
| 2009 | Fairytale (Cuento de hadas)                                                  | Alexander Rybak                                                              | Alexander Rybak                                                                                                  |                                                                              | 1                                                                            | 387                                                                          | 1                                                                            | 201                                                                          |
| 2010 | My Heart Is Yours (Mi corazón es tuyo)                                       | Didrik Solli-Tangen                                                          | Hanne Sørvaag Fredrik Kempe                                                                                      |                                                                              | 20                                                                           | 35                                                                           | Anfitrión                                                                    | Anfitrión                                                                    |
| 2011 | Haba Haba (Poco a poco)                                                      | Stella Mwangi                                                                | Beyond51 Big City Stella Mwangi                                                                                  |                                                                              | No se clasificó                                                              | No se clasificó                                                              | 17                                                                           | 30                                                                           |
| 2012 | Stay (Quédate)                                                               | Tooji                                                                        | Tooji Peter Boström Figge Boström                                                                                |                                                                              | 26                                                                           | 7                                                                            | 10                                                                           | 45                                                                           |
| 2013 | I feed you my love (Te alimento con mi amor)                                 | Margaret Berger                                                              | Karin Park Robin Lynch Niklas Olovson                                                                            |                                                                              | 4                                                                            | 191                                                                          | 3                                                                            | 120                                                                          |
| 2014 | Silent storm (Tormenta silenciosa)                                           | Carl Espen                                                                   | Josefin Winther                                                                                                  |                                                                              | 8                                                                            | 88                                                                           | 6                                                                            | 77                                                                           |
| 2015 | A Monster Like Me (Un monstruo como yo)                                      | Mørland Debrah Scarlett                                                      | Kjetil Mørland                                                                                                   |                                                                              | 8                                                                            | 102                                                                          | 4                                                                            | 123                                                                          |
| 2016 | Icebreaker (Rompehielos)                                                     | Agnete Johnsen                                                               | Agnete Johnsen Gabriel Alares Ian Curnow                                                                         |                                                                              | No se clasificó                                                              | No se clasificó                                                              | 13                                                                           | 63                                                                           |
| 2017 | Grab the Moment (Agarra el Momento)                                          | JOWST ft. Aleksander Walmann                                                 | JOWST Jonas McDonell                                                                                             |                                                                              | 10                                                                           | 158                                                                          | 5                                                                            | 189                                                                          |
| 2018 | That's How You Write a Song (Así es como se escribe una canción)             | Alexander Rybak                                                              | Alexander Rybak                                                                                                  |                                                                              | 15                                                                           | 144                                                                          | 1                                                                            | 266                                                                          |
| 2019 | Spirit in the Sky (Espíritu en el cielo)                                     | KEiiNO                                                                       | Tom Hugo Hermansen Fred-René Buljo Alexandra Rotan Henrik Tala Alexander N Olsson Rüdiger Schramm                |                                                                              | 6                                                                            | 331                                                                          | 7                                                                            | 210                                                                          |
| 2020 | Attention (Atención)                                                         | Ulrikke Brandstorp                                                           | Christian Ingebrigtsen Kjetil Mørland Ulrikke Brandstorp                                                         | Festival cancelado                                                           | Festival cancelado                                                           | Festival cancelado                                                           | Festival cancelado                                                           | Festival cancelado                                                           |
| 2021 | Fallen Angel (Ángel caído)                                                   | Tix                                                                          | Andreas Haukeland />Emelie Hollow                                                                                |                                                                              | 18                                                                           | 75                                                                           | 10                                                                           | 115                                                                          |
| 2022 | Give That Wolf a Banana (Denle a ese lobo un plátano)                        | Subwoolfer                                                                   | Ben Adams (Keith) Gaute Ormåsen (Jim) Carl-Henrik Wahl (DJ Astronaut)                                            |                                                                              | 10                                                                           | 182                                                                          | 6                                                                            | 177                                                                          |
| 2023 | Queen of Kings (Reina de reyes)                                              | Alessandra Mele                                                              | Alessandra Mele Henning Olerud Linda Dale Stanley Ferdinandez                                                    |                                                                              | 5                                                                            | 268                                                                          | 6                                                                            | 102                                                                          |
| 2024 | Ulveham (Piel de lobo)                                                       | Gåte                                                                         | Gunnhild Sundli Jon Even Schärer Magnus Børmark Marit Jensen Lillebuen Ronny Graff Janssen Sveinung Ekloo Sundli |                                                                              | 25                                                                           | 16                                                                           | 10                                                                           | 43                                                                           |
| 2025 | Lighter (Encendedor)                                                         | Kyle Alessandro                                                              | Kyle Alessandro Adam Woods                                                                                       |                                                                              | 18                                                                           | 89                                                                           | 8                                                                            | 82                                                                           |